# Цигла
Цигла (укр. Цигла) — река в Стрыйском районе Львовской области Украины. Правый приток реки Опир (бассейн Днестра).
Длина реки — 11 км, площадь бассейна — 47,8 км². Типично горная река. Долина узкая, пойма часто односторонняя или отсутствует. Русло слабоизвилистое, с каменистым дном и многочисленными перекатами и порогами. Характерны паводки после сильных дождей и во время оттепели.
Берёт начало восточнее села Либохора, на юго-западных склонах горы Магура. Течёт между горами Сколевских Бескид преимущественно на северо-запад (местами на запад). Впадает в Опир в селе Тухля.